# ماساترو تسوجیتا
ماساترو تسوجیتا (ژاپنی: 辻田 真輝؛ زادهٔ ۳ اوت ۱۹۸۴) یک بازیکن فوتبال اهل ژاپن است.
از باشگاه‌هایی که در آن بازی کرده‌است می‌توان به اشگاه فوتبال اومیا آردیجا و باشگاه فوتبال زویگن کانازاوا اشاره کرد.